# 생존왕
《생존왕》은 TV조선의 예능 프로그램이다.

## 기획 의도
생존에 꼭 필요한 요소들이 없는 극한 상황 속에서 가혹한 생존 미션을 수행하고 살아남기 위해 고군분투하는 과정을 그린 리얼 버라이어티이다.

## 출연진

### 정글 팀 (우승)
- 김병만 (팀장)
- 정지현 (팀원)
- 김동준 (팀원)

### 피지컬 팀 (2라운드 탈락)
- 추성훈 (팀장)
- 김동현 (팀원)
- 박하얀 (팀원)

### 군인 팀
- 이승기 (팀장)
- 강민호 (팀원)
- 아모띠 (팀원)

### 국가대표 팀 (1라운드 탈락, 2라운드 용병)
- 박태환 (팀장)
- 정대세 (팀원)
- 김민지 (팀원)